# Contea di Muswellbrook
La contea di Muswellbrook è una Local Government Area che si trova nel Nuovo Galles del Sud. Essa si estende su una superficie di 3.406 chilometri quadrati e ha una popolazione di 16.676 abitanti. La sede del consiglio si trova a Muswellbrook.